# Минела Бабуковски
Минела Наум Бабуковски е югославски партизанин и деец на НОВМ.

## Биография
Роден е в Битоля през 1921 година. През март 1944 година се включва в НОВМ във втора македонска ударна бригада. Убит е през април 1944 край село Острец.